# Tromotriche longipes
Tromotriche longipes là một loài thực vật có hoa trong họ La bố ma. Loài này được (C.A. Lückh.) Bruyns miêu tả khoa học đầu tiên năm 1995.